# اوتویو، کوچی
اوتویو، کوچی (به لاتین: Ōtoyo, Kōchi) یک منطقهٔ مسکونی در ژاپن است که در استان کوچی واقع شده‌است. اوتویو  ۴٬۹۵۰ نفر جمعیت دارد.